# Crepis foetida
La  radicchiella selvatica (nome scientifico  Crepis foetida  L., 1753) è una pianta angiosperma dicotiledone della famiglia delle Asteraceae.

## Etimologia
L'etimologia del nome generico (Crepis) non è molto chiara. In latino Crèpìs significa pantofola, sandalo e i frutti, di alcune specie di questo genere, sono strozzati nella parte mediana ricordando così (molto vagamente) questo tipo di calzare. Inoltre lo stesso vocabolo (krepis) nell'antica Grecia indicava il legno di Sandalo e anche una pianta non identificata descritta da Teofrasto. Non è chiaro quindi, perché Sébastien Vaillant (botanico francese, 1669 - 1722) abbia scelto proprio questo nome per indicare il genere della presente specie. L'epiteto specifico (foetida) significa maleodorante e in effetti tutta la pianta emana un odore sgradevole.

Il binomio scientifico della pianta di questa voce è stato proposto da Carl von Linné (1707 – 1778) biologo e scrittore svedese, considerato il padre della moderna classificazione scientifica degli organismi viventi, nella pubblicazione "Species Plantarum" (Sp. Pl. 2: 807) del 1753.

## Descrizione

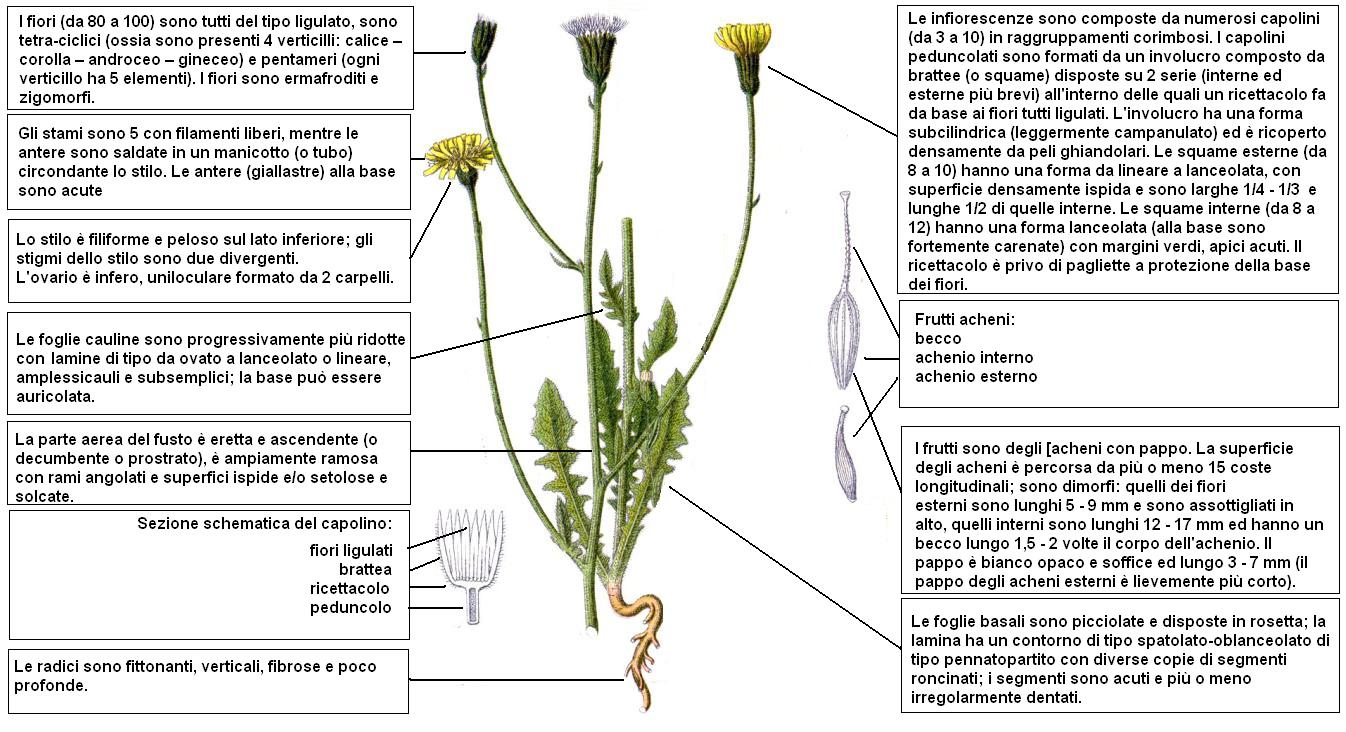
Descrizione delle parti della pianta

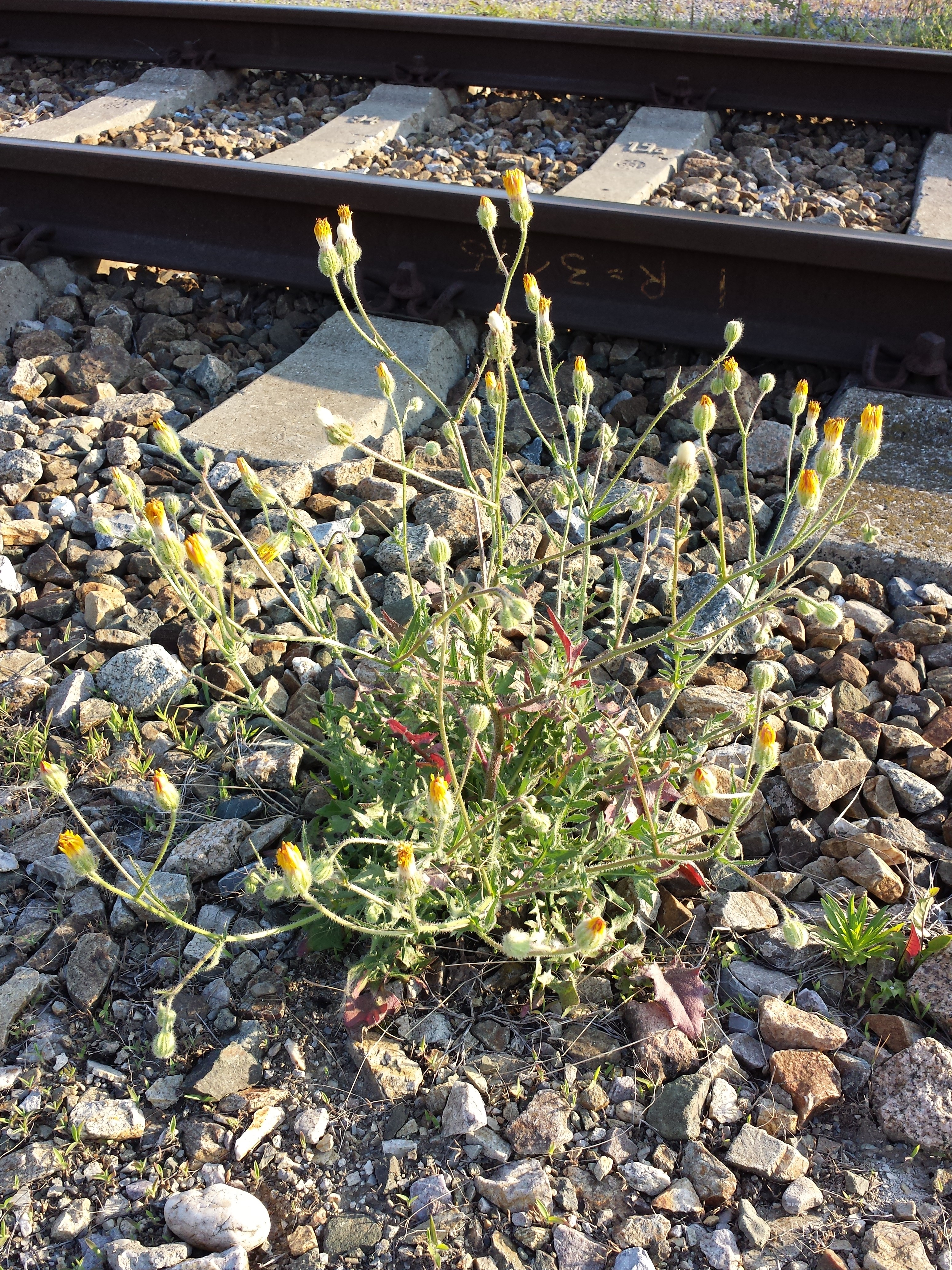
Portamento

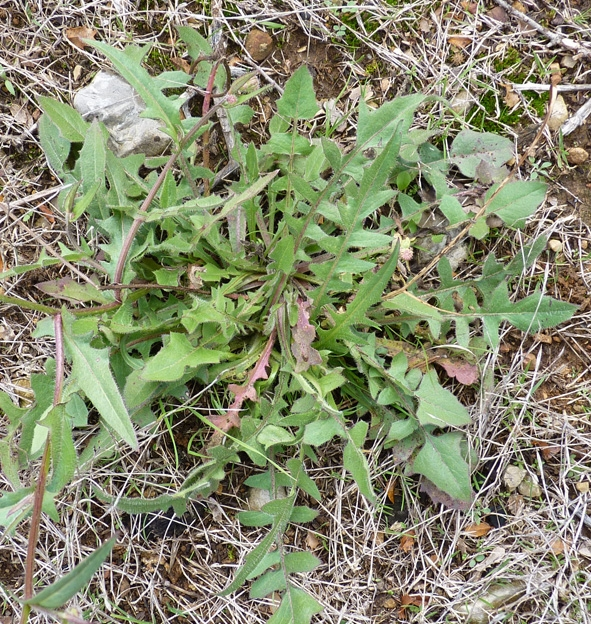
Le foglie

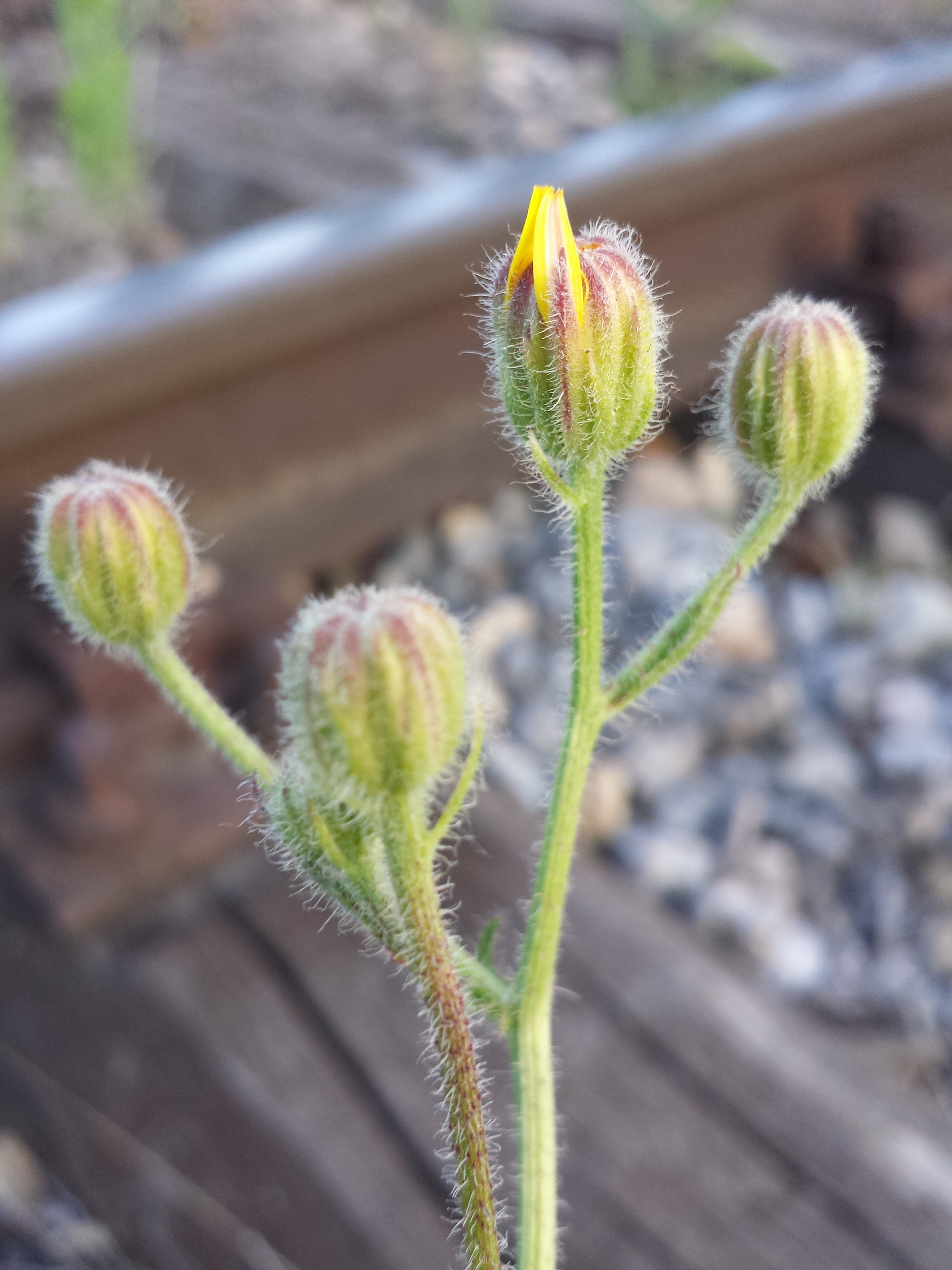
Infiorescenza

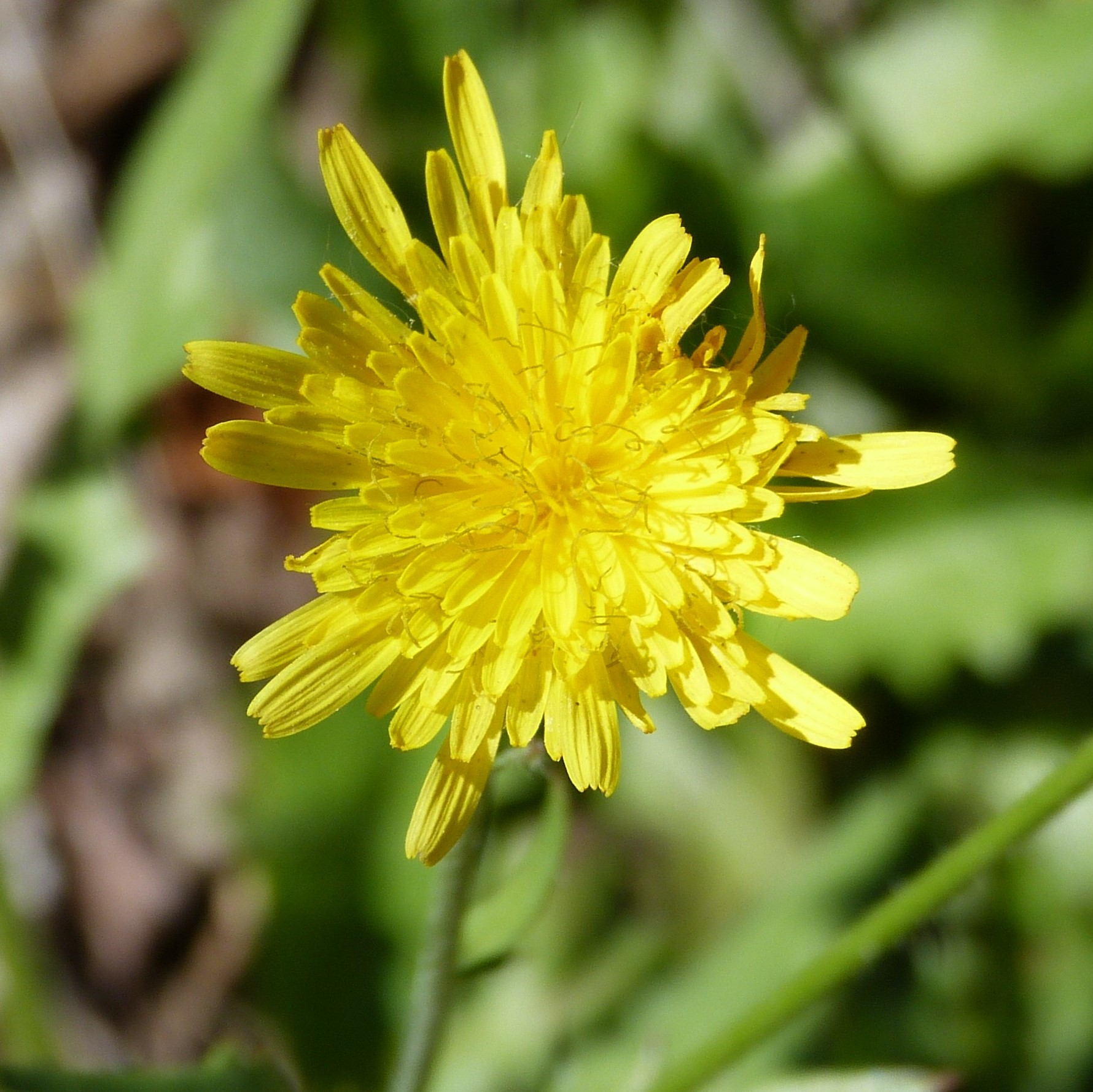
I fiori

Habitus. La pianta di questa specie è una erbacea annuale o bienne. La forma biologica è terofita scaposa (T scap), ossia sono piante erbacee che differiscono dalle altre forme biologiche poiché, essendo annuali, superano la stagione avversa sotto forma di seme e sono munite di asse fiorale eretto e spesso privo di foglie. Per questa pianta si può considerare anche la forma biologica emicriptofita bienne (H bienn), ossia piante erbacee con gemme svernanti al livello del suolo e protette dalla lettiera o dalla neve che si distinguono dalle altre per il ciclo vitale biennale. Tutta la pianta emana un odore sgradevole (acre).
Radici. Le radici sono fittonanti, verticali, fibrose e poco profonde.
Fusto. La parte aerea del fusto è eretta e ascendente (o decombente o prostrata), è ampiamente ramosa con rami angolati e superfici ispide e/o setolose e solcate. Per ogni pianta si possono avere al massimo 3 gambi (normalmente uno solo). Queste piante arrivano ad un'altezza compresa tra 1 e 5 dm (massimo 80 cm).
Foglie. Le foglie si dividono in basali e cauline.
- Foglie basali: quelle basali sono picciolate e disposte in rosetta; la lamina ha un contorno di tipo spatolato-oblanceolato di tipo pennatopartito con diverse copie di segmenti roncinati; i segmenti sono acuti e più o meno irregolarmente dentati. Dimensione delle foglie basali: larghezza 2 – 3 cm; lunghezza 8 – 15 cm. Lunghezza del picciolo: fino a 20 cm.
- Foglie cauline: le foglie cauline sono progressivamente più ridotte con lamine di tipo da ovato a lanceolato o lineare, amplessicauli e subsemplici; la base può essere auricolata. Le foglie lungo il caule sono disposte in modo alterno.

Infiorescenza. Le infiorescenze sono composte da numerosi capolini (da 3 a 10) in raggruppamenti corimbosi. I capolini peduncolati sono formati da un involucro composto da brattee (o squame) disposte su 2 serie (interne ed esterne più brevi) all'interno delle quali un ricettacolo fa da base ai fiori tutti ligulati. L'involucro ha una forma subcilindrica (leggermente campanulata) ed è ricoperto densamente da peli ghiandolari. Le squame esterne (da 8 a 10) hanno una forma da lineare a lanceolata, con superficie densamente ispida e sono larghe 1/4 - 1/3 e lunghe 1/2 di quelle interne. Le squame interne (da 8 a 12) hanno una forma lanceolata (alla base sono fortemente carenate) con margini verdi, apici acuti. Il ricettacolo è privo di pagliette a protezione della base dei fiori. Dimensioni dell'involucro: larghezza 6 – 7 mm; lunghezza 11 – 12 mm. Diametro del capolino: 15 – 25 mm.
Fiori. I fiori (da 80 a 100 per capolino), tutti ligulati, sono tetra-ciclici (ossia sono presenti 4 verticilli: calice – corolla – androceo – gineceo) e pentameri (ogni verticillo ha in genere 5 elementi). I fiori sono ermafroditi, fertili e zigomorfi.
- Formula fiorale:

*/x K {\displaystyle \infty }, [C (5), A (5)], G 2 (infero), achenio
- Calice: i sepali del calice sono ridotti ad una coroncina di squame.
- Corolla: le corolle sono formate da una ligula terminante con 5 denti (è la parte finale dei cinque petali saldati fra di loro). La ligula è colorata di giallo. Lunghezza del fiore completo: 10 – 20 mm (tubo: 3 – 5 mm; ligula: larghezza 0,8 – 2 mm; lunghezza 6 – 8 mm).
- Androceo: gli stami sono 5 con filamenti liberi e distinti, mentre le antere sono saldate in un manicotto (o tubo) circondante lo stilo.[17] Le antere (giallastre) alla base sono acute (lunghezza dell'antera: 1,8 – 3 mm; lunghezza dell'apice: 0,5 mm). Il polline è tricolporato.[18]
- Gineceo: lo stilo è filiforme. Gli stigmi dello stilo sono due divergenti e ricurvi con la superficie stigmatica posizionata internamente (vicino alla base).[19] L'ovario è infero uniloculare formato da 2 carpelli. Lo stilo, giallo, è lungo 7 – 9 mm. Gli stigmi sono lunghi 1,5 mm.
- Fioritura: da giugno a ottobre

Frutti. I frutti sono degli acheni con pappo. La superficie degli acheni è percorsa da più o meno 15 coste longitudinali; sono dimorfi: quelli dei fiori esterni sono lunghi 5 – 9 mm e sono assottigliati in alto, quelli interni sono lunghi 12 – 17 mm ed hanno un becco lungo 1,5 - 2 volte il corpo dell'achenio. Il pappo è bianco opaco e soffice ed lungo 3 – 7 mm (il pappo degli acheni esterni è lievemente più corto).

## Biologia
- Impollinazione: l'impollinazione avviene tramite insetti (impollinazione entomogama tramite farfalle diurne e notturne).
- Riproduzione: la fecondazione avviene fondamentalmente tramite l'impollinazione dei fiori (vedi sopra).
- Dispersione: i semi (gli acheni) cadendo a terra sono successivamente dispersi soprattutto da insetti tipo formiche (disseminazione mirmecoria). In questo tipo di piante avviene anche un altro tipo di dispersione: zoocoria. Infatti gli uncini delle brattee dell'involucro si agganciano ai peli degli animali di passaggio disperdendo così anche su lunghe distanze i semi della pianta.

## Tassonomia
La famiglia di appartenenza di questa voce (Asteraceae o Compositae, nomen conservandum) probabilmente originaria del Sud America, è la più numerosa del mondo vegetale, comprende oltre 23.000 specie distribuite su 1.535 generi, oppure 22.750 specie e 1.530 generi secondo altre fonti (una delle checklist più aggiornata elenca fino a 1.679 generi). La famiglia attualmente (2021) è divisa in 16 sottofamiglie.

### Filogenesi
Il genere di questa voce appartiene alla sottotribù Crepidinae della tribù Cichorieae (unica tribù della sottofamiglia Cichorioideae). In base ai dati filogenetici la sottofamiglia Cichorioideae è il terz'ultimo gruppo che si è separato dal nucleo delle Asteraceae (gli ultimi due sono Corymbioideae e Asteroideae). La sottotribù Crepidinae fa parte del "quarto" clade della tribù; in questo clade è in posizione "centrale" vicina alle sottotribù Chondrillinae e Hypochaeridinae.
La sottotribù è divisa in due gruppi principali uno a predominanza asiatica e l'altro di origine mediterranea/euroasiatica. Da un punto di vista filogenetico, all'interno della sottotribù, sono stati individuati 5 subcladi. Il genere di questa voce appartiene al subclade denominato "Crepis-Lapsana-Rhagadiolus clade", composto dai generi Crepis L., 1753, Lapsana L., 1753 e Rhagadiolus Juss., 1789. Dalle analisi Crepis risulta parafiletico (per cui la sua circoscrizione è provvisoria).
Nella "Flora d'Italia" le specie italiane di Crepis sono suddivise in 4 gruppi e 12 sezioni in base alla morfologia degli acheni, dell'involucro e altri caratteri (questa suddivisione fatta per scopi pratici non ha valore tassonomico). La specie di questa voce appartiene al Gruppo 1 (gruppo con acheni dimorfi) e alla Sezione D (il colore dei fiori è giallo; il ricettacolo è ciliato per peli molli). Crepis foetida è inoltre a capo dell'aggregato di C. foetida comprendente anche la specie Crepis insularis Moris et De Not..
I caratteri distintivi per l'"Aggregato di C. foetida" sono:
- erbe annuali (raramente perenni) alte 1 - 5 dm;
- i fusti sono ascendenti, eretti e semplici o ramosi;
- la forma delle foglie varia da intera a pennatopartita;
- il ricettacolo è ricoperto da peli molli;
- gli acheni sono dimorfi, non sono alati ed hanno un becco allungato.

Il numero cromosomico della specie è: 2n = 10.

### Sottospecie
Per questa specie sono indicate le seguenti sottospecie:

#### Sottospeciefoetida

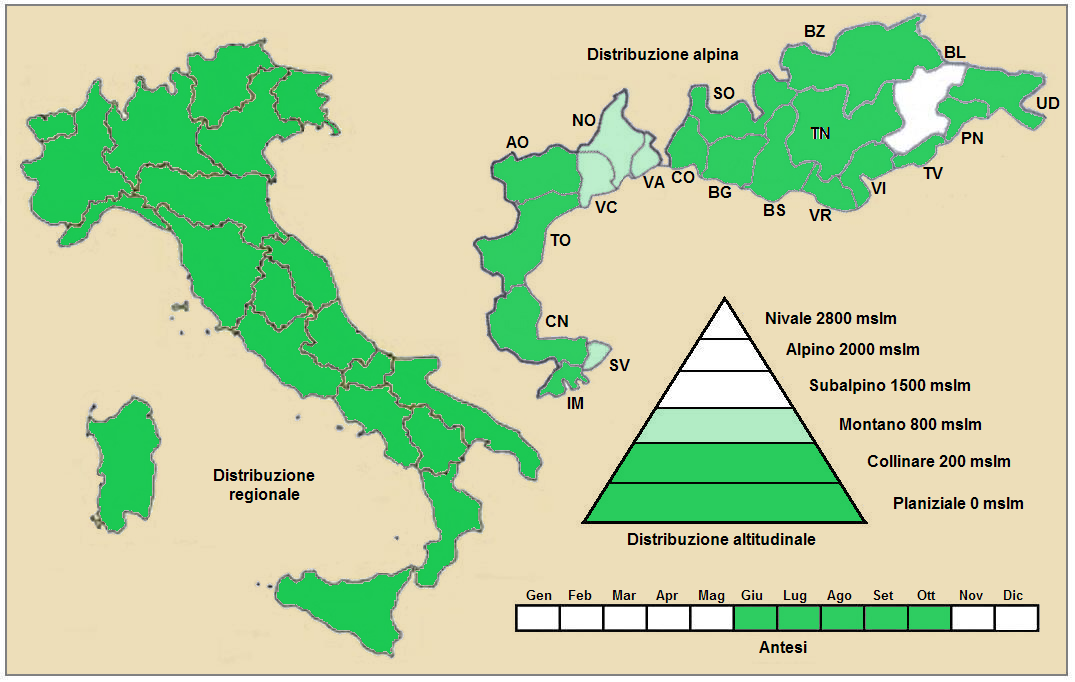
Distribuzione della subsp. foetida (Distribuzione regionale – Distribuzione alpina)

- Nome scientifico: Crepis foetida subsp foetida.
- Descrizione: (è la stirpe principale) l'involucri sono densamente ghiandolosi; le brattee involucrali esterne sono larghe la metà di quelle interne; gli acheni centrali hanno un becco lungo come il corpo o più breve.
- Antesi: da giugno a ottobre.
- Geoelemento: il tipo corologico (area di origine) è Euro-Mediterraneo / Sud Europeo o anche Sud Ovest Asiatico.
- Distribuzione: in Italia è ovunque comune; meno frequente nella Pianura Padana, mentre nella zona alpina il suo areale è limitato alle pendici meridionali e alle valli aride.[14] Nelle Alpi (oltre confine) è presente in Francia (tutti i dipartimenti alpini) e in Svizzera (cantoni Berna, Vallese e Ticino). Sugli altri rilievi europei collegati alle Alpi si trova nella Foresta Nera, Vosgi, Massiccio del Giura, Massiccio Centrale e Pirenei.[25] In Europa è presente soprattutto al sud e al centro. Si trova inoltre nell'Africa mediterranea occidentale e nel Medio oriente. In altre parti (Australia, Florida e Argentina) è considerata "specie introdotta".[12]
- Habitat: l'habitat tipico per questa specie sono gli incolti aridi, i muri, i bordi delle vie e le vigne; ma anche le colture in genere, le aree ruderali, le scarpate, le praterie rase e i prati e pascoli aridi. Il substrato preferito è calcareo ma anche calcareo/siliceo con pH neutro, alti valori nutrizionali del terreno che deve essere arido.[25]
- Distribuzione altitudinale: sui rilievi queste piante si possono trovare fino a circa 1.000 m s.l.m.. Da un punto di vista altitudinale questa specie frequenta il piano vegetazionale collinare e in parte quello montano (oltre a quello planiziale).
- Fitosociologia: dal punto di vista fitosociologico alpino questa specie appartiene alla seguente comunità vegetale:[25]

Formazione: delle comunità terofitiche pioniere nitrofile
Classe: Stellarietea mediae
Nel resto dell'Italia questa varietà, pioniera su terreni aperti e substrati neutro-basici e ricchi di nitrati, si associa facilmente alla vegetazione sinantropica di tipo Stellarietea mediae Tuxen, Lohmeyer et Preising ex Rochow, 1951. All'interno della classe Stellarietea mediae frequenta l'alleanza Sisymbrion Tuxen, Lohmeyer et Preising ex Rochow, 1951 e Dauco carotae-Melilotion albi Gors, 1966

#### Sottospecierhoeadifolia

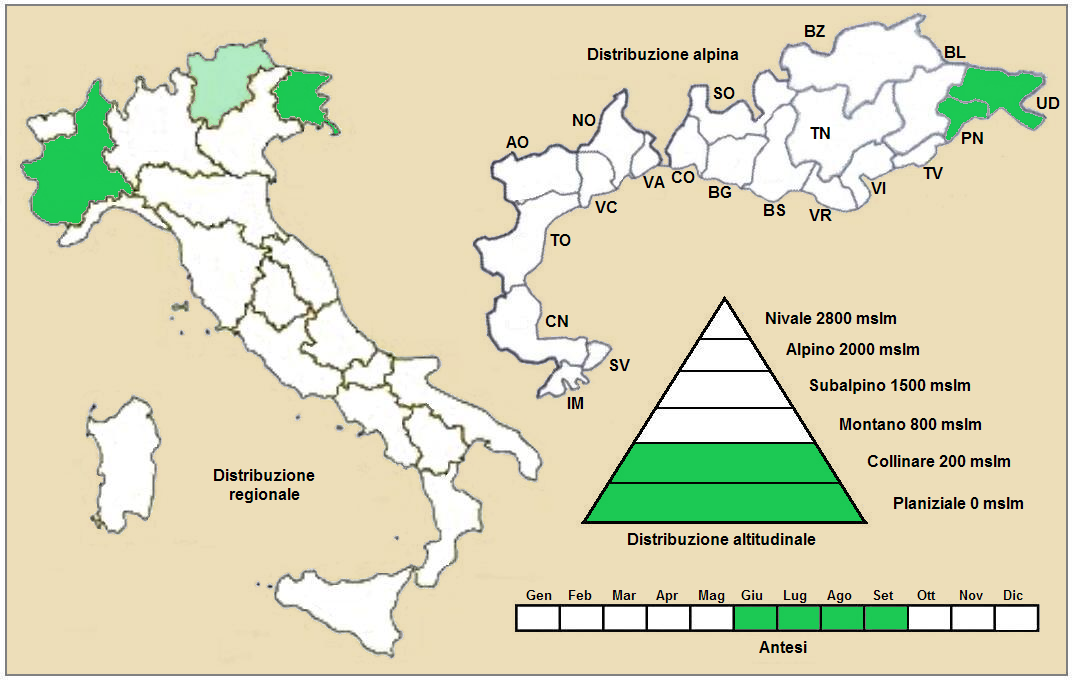
Distribuzione della subsp. rhoeadifolia (Distribuzione regionale – Distribuzione alpina)

- Nome scientifico: Crepis foetida subsp. rhoeadifolia (M. Bieb.) Celak., 1871.
- Basionimo: Crepis rhoeadifolia M. Bieb., 1808.
- Nome comune: radicchiella con foglie di papavero.
- Descrizione: il ciclo biologico di questa sottospecie è annuo (T scap); l'altezza varia da 1 a 7 dm; tutta la pianta è più robusta con capolini più grandi (diametro: 20 – 35 mm); l'involucro ha una forma campanulata ed è ricoperto da setole semplici (le squame esterne sono lunghe 1/2 - 2/3 e lunghe 2/3 rispetto a quelle interne) e non è ghiandoloso; gli acheni hanno il becco più lungo del corpo.
- Antesi: da giugno a settembre.
- Geoelemento: il tipo corologico (area di origine) è Sud Est Europeo - Sud Siberiano (steppico) - Sud Ovest Asiatico.
- Habitat: l'habitat tipico per questa sottospecie sono gli ambienti ruderali e le scarpate; il substrato preferito è calcareo ma anche calcareo/siliceo con pH neutro, medi valori nutrizionali del terreno che deve essere arido.[25]
- Distribuzione: Europa (escluso il Nord e la Penisola Iberica), Anatolia, Transcaucasia e Asia mediterranea; in Italia è rara e si trova all'estremo Nord-Est; è presente anche in Slovenia e in Austria (Länder dell'Austria Inferiore). Sugli altri rilievi europei collegati alle Alpi si trova nei Carpazi.[25]
- Fitosociologia: Crepis foetida appartiene alla seguente comunità vegetale alpina:[25]

Formazione: delle comunità perenni nitrofile
Classe: Artemisietea vulgaris

#### Sottospecieglandulosa
- Nome scientifico: Crepis foetida subsp. glandulosa (C. Presl) Arcang., 1882.
- Basionimo: Barkhausia glandulosa C. Presl.
- Descrizione: si distingue dalla subsp. foetida per i fiori, i peduncoli e l'involucri densamente ghiandolosi; le brattee esterne sono larghe 1/3 - 1/4 rispetto alle interne; gli acheni centrali hanno un becco lungo come il corpo o più breve.
- Antesi: da giugno a ottobre.
- Geoelemento: il tipo corologico (area di origine) è Euri-Mediterraneo.
- Distribuzione: Italia (Sicilia e altre zone nel Meridione), Penisola Iberica, Grecia, Anatolia e Asia mediterranea.

#### Sottospeciesitiaca
- Nome scientifico: Crepis foetida subsp. sitiaca Rech. f., 1943.
- Distribuzione: Isola di Creta.

### Specie simili
La specie Crepis insularis Moris et De Not. appartenente all'aggregato di cui sopra differisce per le dimensioni più ridotte, i fusti sono decisamente semplici e monocefali.
Altre specie appartenenti allo stesso gruppo/sezione:
- Crepis aspromontana  Brullo et al. - Radichiella dell'Aspromonte: le brattee involucrali sono pubescenti per peli nerastri; gli acheni interni sono lunghi da 2 a 8 mm e non sono alati.
- Crepis setosa Haller fi. - Radichiella cotonosa: le brattee involucrali sono pubescenti per peli giallastri; gli acheni interni sono lunghi da 3 a 5 mm e non sono alati.
- Crepis vesicaria L. - Radichiella vescicosa: le brattee involucrali sono pubescenti per peli giallastri; gli acheni interni sono lunghi da 6 a 8 mm e tutti non sono alati.

### Sinonimi
Sono elencati alcuni sinonimi per questa entità:
- Anisoderis foetida (L.) Fisch. & C.A.Mey.
- Arnoseris foetida  (L.) Dumort.
- Barkhausia foetida  (L.) F.W.Schmidt
- Berinia foetida  (L.) Sch.Bip.
- Hieracium foetidum  (L.) Willd.
- Hostia foetida  (L.) Moench
- Picris foetida  (L.) Lam.
- Rhynchopappus foetidus  (L.) Dulac
- Wibelia foetida  (L.) Sch.Bip.

## Altre notizie
La crepide fetida in altre lingue è chiamata nei seguenti modi:
- (DE)  Stinkender Pippau
- (FR)  Crépide fétide
- (EN)  Stinking Hawk's-beard